# Citharichthys macrops
Citharichthys macrops är en fiskart som beskrevs av Dresel, 1885. Citharichthys macrops ingår i släktet Citharichthys och familjen Paralichthyidae. Inga underarter finns listade i Catalogue of Life.